# Incertae sedis
Incertae sedis (на латински: неопределено положениe) е термин, който указва неясното положение на таксона в систематиката.

## Причини за използването на израза
Таксонът може да се разглежда като група с неясно систематично положение поради няколко причини:
- Поради недостатъчно информация. От наличните представители в таксона е трудно да се интерпретира точното място. Това нерядко се случва с изкопаеми животни растения, но е възможно да се случи и при съвременни видове. Поради определени белези систематичното положение може да се установи само приблизително. При подобни случаи след биномиалното название на вида се посочва и приблизителното му място в систематиката. Така например при изписано Aus bus, Coleoptera incertae sedis се разбира, че се посочва видът Aus bus, който принадлежи към разред Coleoptera, но е невъзможно да се определи по-долното систематично ниво.
- В други от случаите терминът се използва при отсъствие на консенсус сред таксономите. При наличие на няколко конкуриращи се класификации и разликите в класифицирането на таксона, някои автори предпочитат да поставят таксона като incertae sedis.
- В последно време сред филогенетиците се наблюдава тенденция да отнасят т.нар. стволова група, която се свързва с един хипотетичен общ предшественик като таксона спрямо предшественика е incertae sedis. Това се прави с цел авторът да се въздържи от твърдение кой от видовете в линията е по-близък до предшественика.